# Liste der olympischen Medaillengewinner aus Georgien
Das Georgische Nationale Olympische Komitee wurde 1989 gegründet und 1993 vom Internationalen Olympischen Komitee aufgenommen.

## Medaillenbilanz
Bislang konnten 36 Sportler aus Georgien 47 olympische Medaillen erkämpfen (13 × Gold, 15 × Silber und 19 × Bronze).
| Georgien bei den Olympischen Sommerspielen                                         | Georgien bei den Olympischen Sommerspielen | Georgien bei den Olympischen Sommerspielen | Georgien bei den Olympischen Sommerspielen | Georgien bei den Olympischen Sommerspielen | Georgien bei den Olympischen Sommerspielen |      | Georgien bei den Olympischen Winterspielen | Georgien bei den Olympischen Winterspielen | Georgien bei den Olympischen Winterspielen | Georgien bei den Olympischen Winterspielen | Georgien bei den Olympischen Winterspielen | Georgien bei den Olympischen Winterspielen |
| Jahr                                                                               | Gold                                       | Silber                                     | Bronze                                     | Gesamt                                     | Rang                                       | Jahr | Gold                                       | Silber                                     | Bronze                                     | Gesamt                                     | Rang                                       |                                            |
| 1996                                                                               | 0                                          | 0                                          | 2                                          | 2                                          | 68                                         |      | 1994                                       | 0                                          | 0                                          | 0                                          | 0                                          |                                            |
| 2000                                                                               | 0                                          | 0                                          | 6                                          | 6                                          | 67                                         |      | 1998                                       | 0                                          | 0                                          | 0                                          | 0                                          |                                            |
| 2004                                                                               | 2                                          | 2                                          | 0                                          | 4                                          | 32                                         |      | 2002                                       | 0                                          | 0                                          | 0                                          | 0                                          |                                            |
| 2008                                                                               | 3                                          | 2                                          | 2                                          | 7                                          | 27                                         |      | 2006                                       | 0                                          | 0                                          | 0                                          | 0                                          |                                            |
| 2012                                                                               | 1                                          | 2                                          | 3                                          | 6                                          | 40                                         |      | 2010                                       | 0                                          | 0                                          | 0                                          | 0                                          |                                            |
| 2016                                                                               | 2                                          | 1                                          | 4                                          | 7                                          | 38                                         |      | 2014                                       | 0                                          | 0                                          | 0                                          | 0                                          |                                            |
| 2020                                                                               | 2                                          | 5                                          | 1                                          | 8                                          | 33                                         |      | 2018                                       | 0                                          | 0                                          | 0                                          | 0                                          |                                            |
| 2024                                                                               | 3                                          | 3                                          | 1                                          | 7                                          | 24                                         |      | 2022                                       | 0                                          | 0                                          | 0                                          | 0                                          |                                            |
| Gesamt                                                                             | 13                                         | 15                                         | 19                                         | 47                                         |                                            |      | Gesamt                                     | 0                                          | 0                                          | 0                                          | 0                                          |                                            |
| \| \| Gold \| Silber \| Bronze \| Gesamt \| \| Ges. S+W \| 13 \| 15 \| 19 \| 47 \| |                                            |                                            |                                            |                                            |                                            |      |                                            |                                            |                                            |                                            |                                            |                                            |
|                                                                                    | Gold                                       | Silber                                     | Bronze                                     | Gesamt                                     |                                            |      |                                            |                                            |                                            |                                            |                                            |                                            |
| Ges. S+W                                                                           | 13                                         | 15                                         | 19                                         | 47                                         |                                            |      |                                            |                                            |                                            |                                            |                                            |                                            |

## Medaillengewinner
- Giorgi Assanidse – Gewichtheben (1-0-1)
Sydney 2000: Bronze, Leichtschwergewicht (–85 kg), Männer
Athen 2004: Gold, Leichtschwergewicht (–85 kg), Männer
- Lascha Bekauri – Judo (2-0-0)
Tokio 2020: Gold, Mittelgewicht (–90 kg), Männer
Paris 2024: Gold, Mittelgewicht (–90 kg), Männer
- Schmagi Bolkwadse – Ringen (0-0-1)
Rio de Janeiro 2016: Bronze, griechisch-römisch (–66 kg), Männer
- Nestor Chergiani – Judo (0-1-0)
Athen 2004: Silber, Superleichtgewicht (–60 kg), Männer
- Wladimer Chintschegaschwili – Ringen (1-1-0)
London 2012: Silber, Freistil (–55 kg), Männer
Rio de Janeiro 2016: Gold, Freistil (–57 kg), Männer
- Giorgi Gogschelidse – Ringen (0-1-1)
Peking 2008: Silber, Freistil (–95 kg), Männer
London 2012: Bronze, Freistil (–95 kg), Männer
- Tato Grigalaschwili – Judo (0-1-0)
Paris 2024: Silber, Halbmittelgewicht (–81 kg), Männer
- Lascha Guruli – Boxen (0-0-1)
Paris 2024: Bronze, Halbweltergewicht (–63,5 kg), Männer
- Iakob Kadschaia – Ringen (0-1-0)
Tokio 2020: Silber, griechisch-römisch, Superschwergewicht (–130 kg), Männer
- Arsen Kasabijew – Gewichtheben (0-1-0)
Peking 2008: Silber, Mittelschwergewicht, Männer
- Eldari Luka Kurtanidse – Ringen (0-0-2)
Atlanta 1996: Bronze, Freistil, Halbschwergewicht (–90 kg), Männer
Sydney 2000: Bronze, Freistil, Schwergewicht (- 97 kg), Männer
- Manuchar Kwirkwelia – Ringen (1-0-0)
Peking 2008: Gold, griechisch-römisch (–74 kg), Männer
- Rewas Laschchi – Ringen (0-1-0)
London 2012: Silber, griechisch-römisch (–60 kg), Männer
- Soso Liparteliani – Judo (0-0-1)
Atlanta 1996: Bronze, Halbmittelgewicht (–81 kg), Männer
- Warlam Liparteliani – Judo (0-1-0)
Rio de Janeiro 2016: Silber, Mittelgewicht (–90 kg), Männer
- Wascha Margwelaschwili – Judo (0-1-0)
Tokio 2020: Silber, Halbleichtgewicht (–66 kg), Männer
- Dato Marsagischwili – Ringen (0-0-1)
London 2012: Bronze, Freistil (–84 kg), Männer
- Giwi Matscharaschwili – Ringen (0-1-0)
Paris 2024: Silber, Freistil (–97 kg), Männer
- Rewas Mindoraschwili – Ringen (1-0-0)
Peking 2008: Gold, Freistil (–84 kg), Männer
- Ramas Nosadse – Ringen (0-1-0)
Athen 2004: Silber, griechisch-römisch, Schwergewicht (–96 kg), Männer
- Geno Petriaschwili – Ringen (1-1-1)
Rio de Janeiro 2016: Bronze, Freistil (–125 kg), Männer
Tokio 2020: Silber, Freistil (–125 kg), Männer
Paris 2024: Gold, Freistil (–125 kg), Männer
- Anton Plesnoi – Gewichtheben (0-0-1)
Tokio 2020: Bronze, Mittelschwergewicht (–96 kg), Männer
- Nino Salukwadse – Schießen (0-0-1)
Peking 2008: Bronze, Luftpistole 10 Meter, Frauen
- Lascha Schawdatuaschwili – Judo (1-1-1)
London 2012: Gold, Halbleichtgewicht (–66 kg), Männer
Rio de Janeiro 2016: Bronze, Leichtgewicht (–73 kg), Männer
Tokio 2020: Silber, Leichtgewicht (–73 kg), Männer
- Ilia Sulamanidse – Judo (0-1-0)
Paris 2024: Silber, Halbschwergewicht (–100 kg), Männer
- Surab Swiadauri – Judo (1-0-0)
Athen 2004: Gold, Mittelgewicht (–90 kg), Männer
- Lascha Talachadse – Gewichtheben (3-0-0)
Rio de Janeiro 2016: Gold, Superschwergewicht, Männer
Tokio 2020: Gold, Superschwergewicht, Männer
Paris 2024: Gold, Superschwergewicht, Männer
- Manuchar Tschadaia – Ringen (0-0-1)
London 2012: Bronze, griechisch-römisch (–66 kg), Männer
- Wladimir Tschanturia – Judo (0-0-1)
Sydney 2000: Bronze, Schwergewicht (–91 kg), Männer
- Akaki Tschatschua – Ringen (0-0-1)
Sydney 2000: Bronze, griechisch-römisch, Federgewicht (–63 kg), Männer
- Irakli Turmanidse – Gewichtheben (0-0-1)
Rio de Janeiro 2016: Bronze, Superschwergewicht, Männer
- Guram Tuschischwili – Judo (0-1-0)
Tokio 2020: Silber, Schwergewicht, Männer
- Otar Tuschischwili – Ringen (0-0-1)
Peking 2008: Bronze, Freistil (–66 kg), Männer
- Muchran Wachtangadse – Boxen (0-0-1)
Sydney 2000: Bronze, Mittelgewicht (–85 kg), Männer
- Giorgi Wasagaschwili – Judo (0-0-1)
Sydney 2000: Bronze, Halbleichtgewicht (–66 kg), Männer
- Irakli Zirekidse – Judo (1-0-0)
Peking 2008: Gold, Mittelgewicht (–90 kg), Männer